# Ильинское (Вышневолоцкий район)
Ильинское — деревня в Вышневолоцком городском округе Тверской области. 

## География
Деревня расположена в 30 км на юг от города Вышний Волочек.

## История
В 1813 году в селе была построена каменная Христорождественская церковь с 2 престолами.
В конце XIX — начале XX века село входило в состав Домославской волости Вышневолоцкого уезда Тверской губернии.
С 1929 года деревня являлась центром Ильинского сельсовета Вышневолоцкого района Тверского округа Московской области, с 1935 года — в составе Калининской области, с 2005 года — в составе Княщинского сельского поселения, с 2019 года — в составе Вышневолоцкого городского округа.
До начала 1990-х годов деревня являлась центральной усадьбой совхоза «Черенцовский».
До 2010 года в деревне действовала Ильинская основная общеобразовательная школа.

## Население
| 1859 | 1992 | 2002 | 2010 |
| ---- | ---- | ---- | ---- |
| 159  | ↗300 | ↘219 | ↘196 |

## Инфраструктура
В деревне имеются фельдшерско-акушерский пункт, клуб, отделение почтовой связи.

## Достопримечательности
В деревне расположена недействующая Церковь Рождества Христова (1813).